# Jurukovo
Jurukovo (bulgariska: Юруково) är ett distrikt i Bulgarien.   Det ligger i kommunen Obsjtina Jakoruda och regionen Blagoevgrad, i den sydvästra delen av landet, 80 km söder om huvudstaden Sofia.
I omgivningarna runt Jurukovo växer i huvudsak blandskog. Runt Jurukovo är det ganska glesbefolkat, med 25 invånare per kvadratkilometer.